# تیم ملی فوتبال ساحلی بنگلادش
تیم ملی فوتبال ساحلی بنگلادش نماینده بنگلادش در مسابقات بین‌المللی فوتبال ساحلی است.